# Gulpener Sjoes
Gulpener Sjoes was een Nederlands bier dat bestaat uit een mix van Gulpener Pilsner en Gulpener Oud Bruin.
In 2016 is Gulpener Sjoes uit het assortiment verdwenen. Sindsdien is het niet meer verkrijgbaar.
Het pilsener en oud bruin worden gebrouwen in Gulpen, bij de Gulpener Bierbrouwerij. Hierna werden ze met elkaar gemengd, zodat Gulpener Sjoes ontstaat.
Het was een lichtbruin lichtzoet bier met een alcoholpercentage van 4,5%. 